# Kotjani
Kotjani (bulgariska: Кочани) är ett distrikt i Bulgarien.   Det ligger i kommunen Obsjtina Nedelino och regionen Smoljan, i den södra delen av landet, 210 km sydost om huvudstaden Sofia.
I omgivningarna runt Kotjani växer i huvudsak blandskog. Runt Kotjani är det ganska tätbefolkat, med 70 invånare per kvadratkilometer.